# 彭賈里國家公園

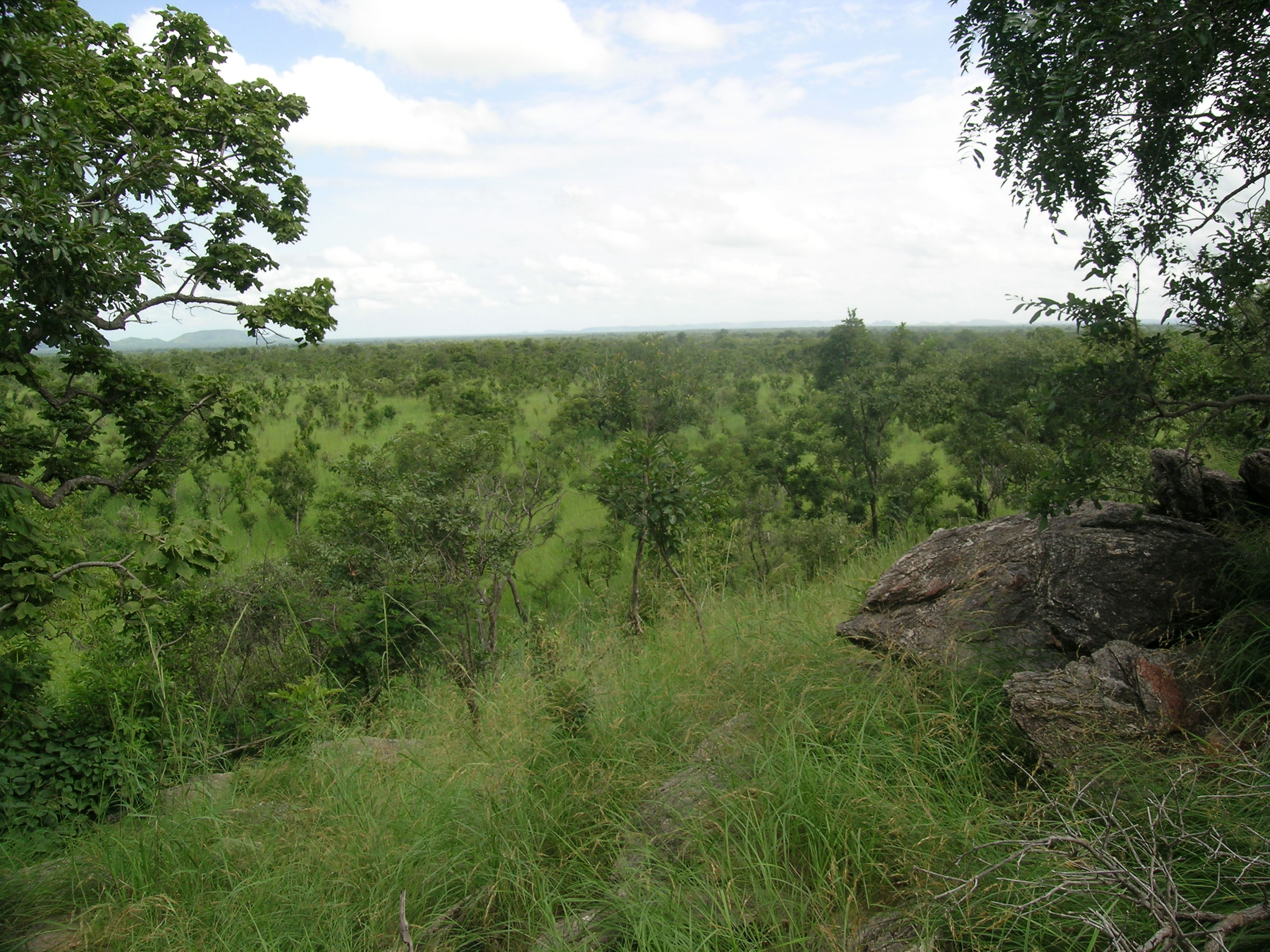

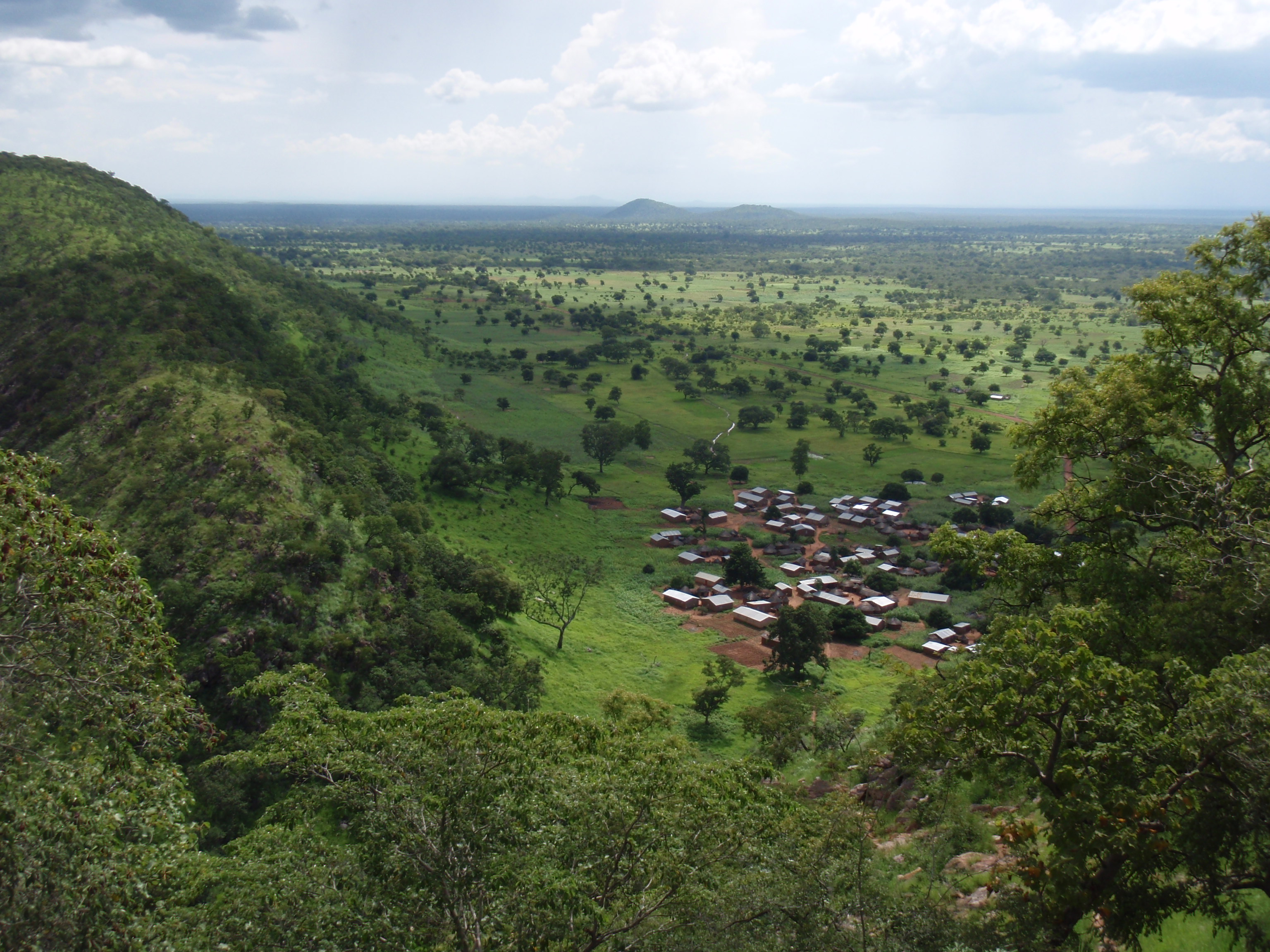

彭賈里國家公園（法語：Parc National de la Pendjari）是貝寧西北部的國家公園，北面毗接布基納法索的阿爾利國家公園，成立於1961年，1986年成為生物圈保護區，佔地2,755平方公里，野生動物有獵豹、獅子、非洲象、河馬、水牛、各種羚羊和300多種雀鳥。

## 外部連結
- Official Page
- Photos of Pendjari National Park （页面存档备份，存于）